# Liste der italienischen Botschafter in Österreich

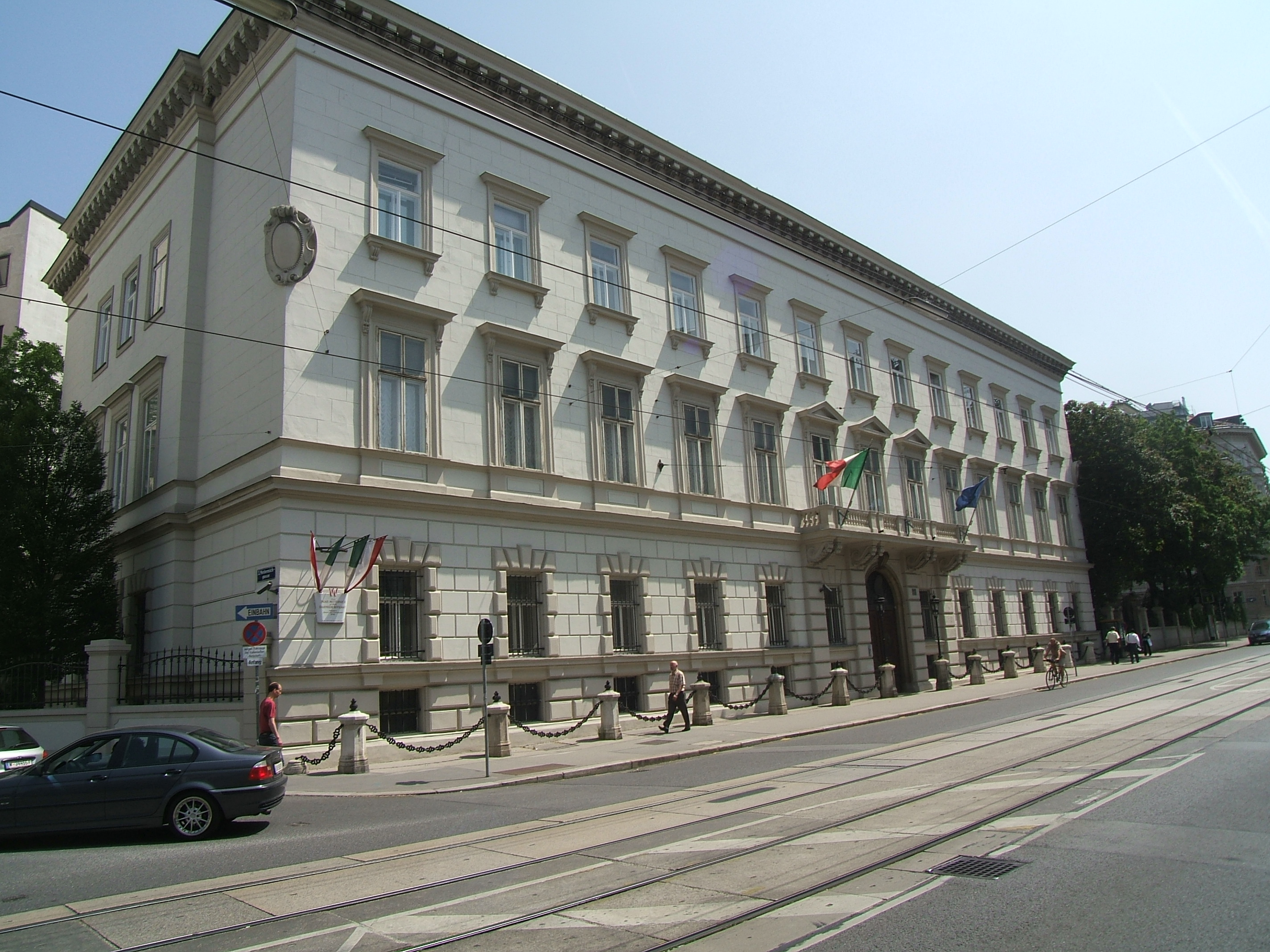
Italienische Botschaft in Wien Rennweg 27, Metternichgasse 13 Wien.

Die Botschaft wurde 1815 erbaut, von Klemens Wenzel Lothar von Metternich mit dem Grundstück erworben, 1835 nach Plänen von Peter von Nobile erweitert ebenso 1846 bis 1848 durch Johann Romano von Ringe und August Schwendenwein von Lanauberg ergänzt, 1848 bei der Vertreibung Metternichs geplündert, 1873 wurde ein hufeisenförmiger Zubau abgetragen. Der Park, in dem das Palais Kaunitz-Metternich zur Kongresszeit stand, reichte vom Rennweg bis zur Salesianer- und Beatrixgasse.

## Missionschefs
| Ernennung     | Name                                     | Lebensdaten / Bemerkungen | ernannt von             | akkreditiert während der Regierung von | Abberufung |
| ------------- | ---------------------------------------- | --- | ----------------------- | -------------------------------------- | ---------- |
| 1866          | Gaetano Monroy Ventimiglia di Pandolfina | Geschäftsträger | Marco Minghetti         | Franz Joseph I.                        |            |
| 27. Jan. 1867 | Giulio Camillo de Barral de Monteauvrand | | Urbano Rattazzi         | Franz Joseph I.                        |            |
| 12. März 1868 | Gioacchino Pepoli                        | | Urbano Rattazzi         | Franz Joseph I.                        |            |
| 24. Aug. 1870 | Marco Minghetti                          | | Urbano Rattazzi         | Franz Joseph I.                        |            |
| 25. Juni 1871 | Carlo Felice Nicolis Robilant            | | Urbano Rattazzi         | Franz Joseph I.                        |            |
| 18. Juni 1876 | Carlo Felice Nicolis Robilant            | | Agostino Depretis       | Franz Joseph I.                        |            |
| 23. Nov. 1885 | Costantino Nigra                         | 1828–1907 | Agostino Depretis       | Franz Joseph I.                        |            |
| 11. Feb. 1904 | Giuseppe Avarna                          | | Giovanni Giolitti       | Franz Joseph I.                        |            |
| 6. Okt. 1919  | Pietro Tomasi della Torretta             | | Francesco Saverio Nitti | Karl Renner                            |            |
| 6. Okt. 1921  | Luca Orsini Baroni                       | | Ivanoe Bonomi           | Michael Mayr                           |            |
| 28. Feb. 1924 | Bordonaro Antonio Chiaramonte            | | Benito Mussolini        | Rudolf Ramek                           |            |
| 8. Juli 1926  | Giacinto Auriti                          | | Benito Mussolini        | Ignaz Seipel                           |            |
| 27. Okt. 1932 | Gabriele Preziosi                        | | Benito Mussolini        | Karl Buresch                           |            |
| 7. Aug. 1936  | Francesco Salata                         | | Benito Mussolini        | Kurt Schuschnigg                       |            |
| 27. Okt. 1937 | Pellegrino Ghigi                         | | Benito Mussolini        | Kurt Schuschnigg                       |            |
| 1952          | Enrico Anzilotti                         | | Ferruccio Parri         | Leopold Figl                           |            |
| 1952          | Mario Paulucci                           | Generalkonsul in Innsbruck | Adone Zoli              | Julius Raab                            |            |
| 1955          | Angelo Corrias                           | | Amintore Fanfani        | Julius Raab                            |            |
| 1958          | Gastone Guidotti                         | | Fernando Tambroni       | Alfons Gorbach                         | 1961       |
| 1967          | Roberto Ducci                            | | Giovanni Leone          | Josef Klaus                            | Feb. 1970  |
| Feb. 1970     | Enrico Aillaud                           | * 8. November 1911 in Rom; studierte Rechtswissenschaft an der Universität Bologna, trat 1936 in den auswärtigen Dienst, 1959–1961 Botschafter in Prag, 1962–1968: Botschafter in Warschau, 1973–1976: Botschafter in Berlin, 1976–1978: Botschafter in Moskau. | Emilio Colombo          | Bruno Kreisky                          |            |
| 1974          | Andrea Cagiati                           | | Aldo Moro               | Bruno Kreisky                          | 1980       |
| 1980          | Fausto Bacchetti                         | | Francesco Cossiga       | Bruno Kreisky                          | 1982       |
| 1983          | Girolamo Nisio                           | | Ciriaco De Mita         | Fred Sinowatz                          |            |
| 1987          | Alessandro Quaroni                       | | Amintore Fanfani        | Fred Sinowatz                          |            |
| 1992          | Alessandro Grafini                       | | Giuliano Amato          | Franz Vranitzky                        | 1995       |
| 1995          | Joseph Nitti                             | | Lamberto Dini           | Franz Vranitzky                        | 1999       |
| 2000          | Pier Luigi Rachele                       | | Giuliano Amato          | Wolfgang Schüssel                      |            |
| 12. Apr. 2003 | Raffaele Berlenghi                       | | Silvio Berlusconi       | Wolfgang Schüssel                      |            |
| 28. Apr. 2007 | Massimo Spinetti                         | | Romano Prodi            | Alfred Gusenbauer                      |            |
| 15. Juli 2010 | Eugenio d’Auria                          | | Silvio Berlusconi       | Werner Faymann                         |            |
| 24. Mai 2013  | Giorgio Marrapodi                        | | Enrico Letta            | Werner Faymann                         |            |
| 11. Juli 2017 | Sergio Barbanti                          | | Paolo Gentiloni         | Christian Kern                         |            |
| 1. Okt. 2021  | Stefano Beltrame                         | | Mario Draghi            | Sebastian Kurz                         |            |

Quelle: